# Danny Romero (Boxer)
Daniel Gregorio „Danny“ Romero (* 12. Juli 1974 in Albuquerque, USA) ist ein ehemaliger US-amerikanischer Boxer im Superfliegen- und Fliegengewicht.

## Profikarriere
Am 22. April 1995 boxte er im Fliegengewicht gegen Francisco Tejedor um den Weltmeistertitel des Verbandes IBF und siegte durch einstimmige Punktrichterentscheidung. Diesen Titel hielt er bis zum darauffolgenden Jahr.
Am 24. August 1996 gewann er diesen Gürtel mit einem klassischen K.-o.-Sieg in Runde 2 über Harold Grey auch im Superfliegengewicht. Diesen Titel verteidigte er zweimal und verlor ihn in der Titelvereinigung im darauffolgenden Jahr gegen den WBO-Weltmeister Johnny Tapia einstimmig nach Punkten.